# Квирикашвили, Варлам Самсонович
Варлам Самсонович Квирикашвили (1901 год, село Лаше, Шорапанский уезд, Кутаисская губерния, Российская империя — неизвестно, село Лаше, Орджоникидзевский район, Грузинская ССР) — председатель колхоза «Имеди» Орджоникидзевского района, Грузинская ССР. Герой Социалистического Труда (1950).

## Биография
Родился в 1901 году в селе Лаше Шорапанского уезда. С раннего возраста трудился в сельском хозяйстве. Во время коллективизации вступил в колхоз «Имеди» Харагаульского района (с 1932 года — Орджоникидзевский район). В послевоенные годы избран председателем этого же колхоза.
В 1949 году колхоз сдал государству в среднем с каждого гектара по 107,1 центнера винограда шампанских вин с площади 20 гектаров. Указом Президиума Верховного Совета СССР от 3 сентября 1950 года удостоен звания Героя Социалистического Труда за «получение высоких урожаев винограда в 1949 году» с вручением ордена Ленина и золотой медали «Серп и Молот» (№ 5668).
Этим же указом званием Героя Социалистического Труда были награждены труженики колхоза «Имеди» Орджоникидзевского района бригадир Давид Георгиевич Жоржоладзе, звеньевые Владимир Иванович Гелашвили и Абесалом Еспитович Манджавидзе.
За выдающиеся трудовые показатели колхоза по итогам работы 1950 года был награждён Орденом Трудового Красного Знамени.
Проживал в родном селе Лаше Орджоникидзевского района. Дата смерти не установлена.
Награды
- Герой Социалистического Труда
- Орден Ленина
- Орден Трудового Красного Знамени (01.09.1951)